# Église catholique de Marioupol
L’église de l’Assomption de la Vierge Marie de Marioupol est une église catholique, aujourd'hui disparue, de style éclectique romano-byzantin avec des apports néogothiques, située au cœur de la ville de Marioupol en Ukraine.

## Histoire et description

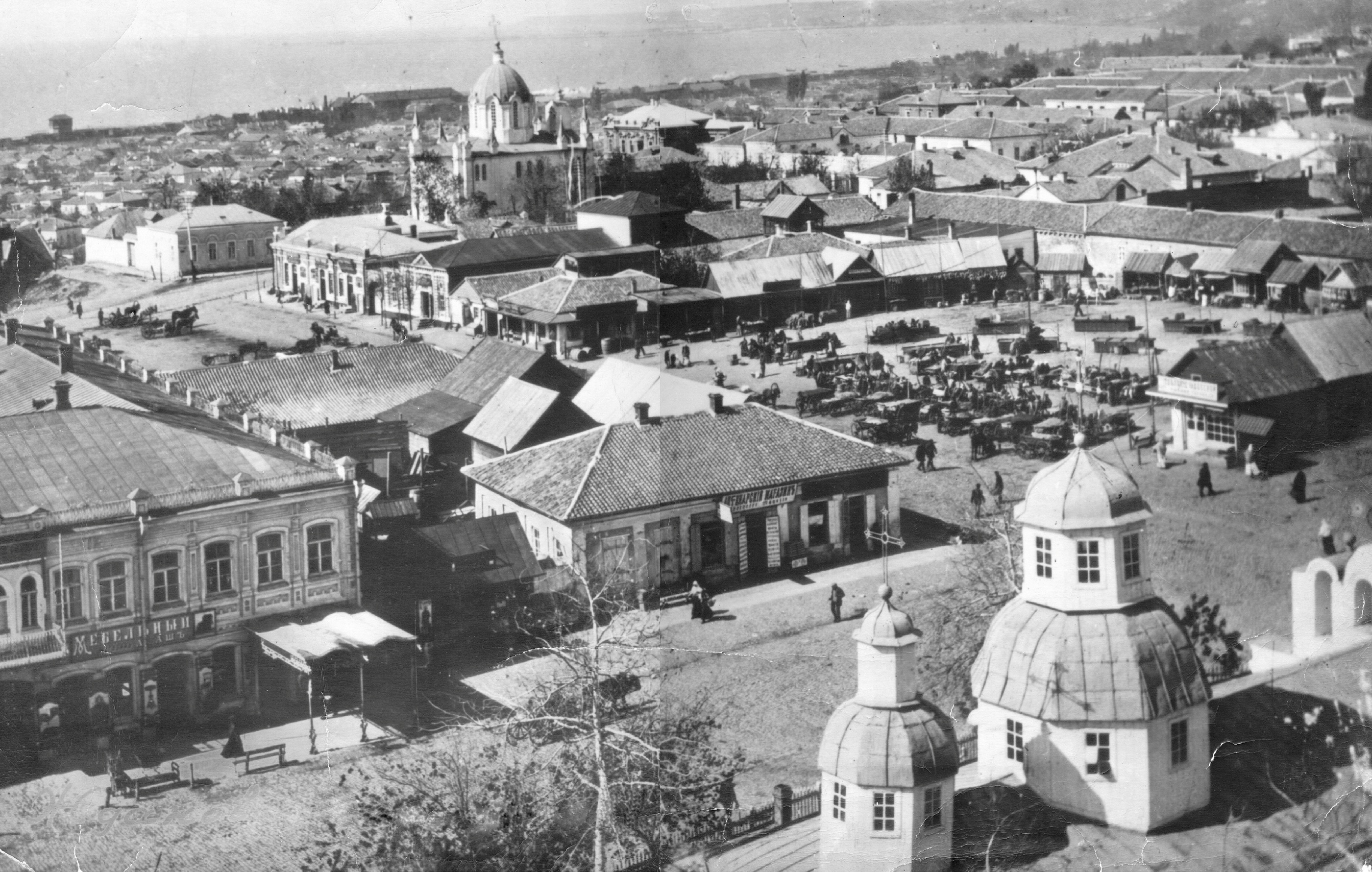
Vue sur la ville de Marioupol avec son église de l’Assomption de la Vierge Marie.

L'église, dédiée à la Assomption de la Vierge, est construite en 1860, du temps de l'Empire russe, dans ce qui était un des principaux ports de la mer d'Azov dans le gouvernement d'Ekaterinoslav. Elle est détruite en 1934 lors d'une campagne d'athéisme des autorités de la République socialiste soviétique d'Ukraine et a donc aujourd’hui entièrement disparu,,,.

## En images

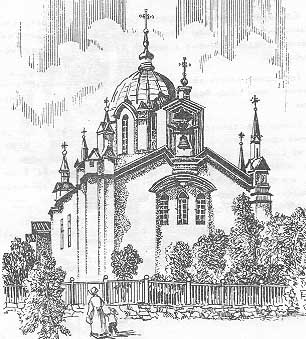
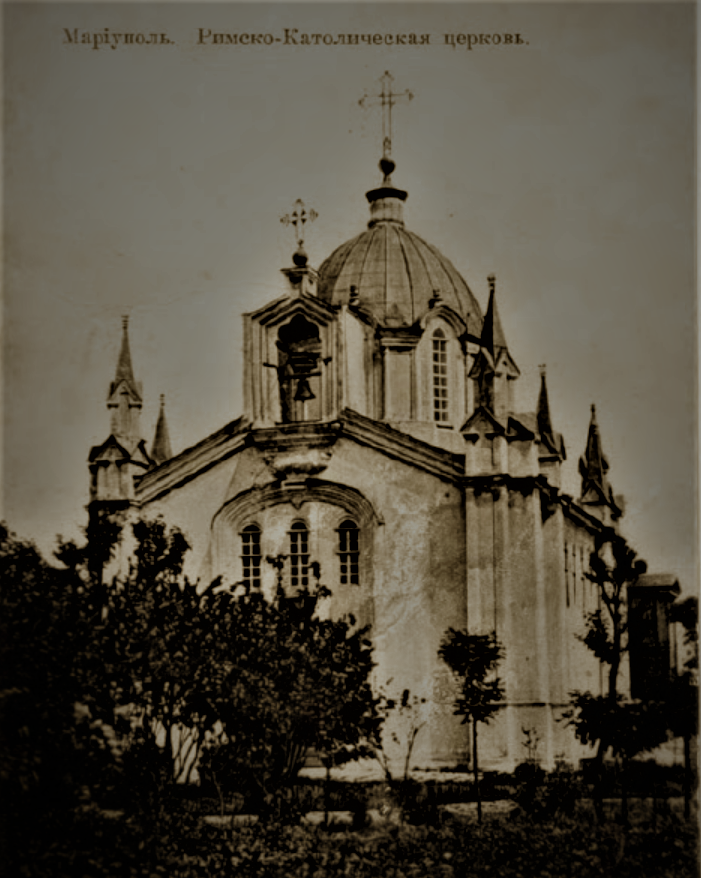
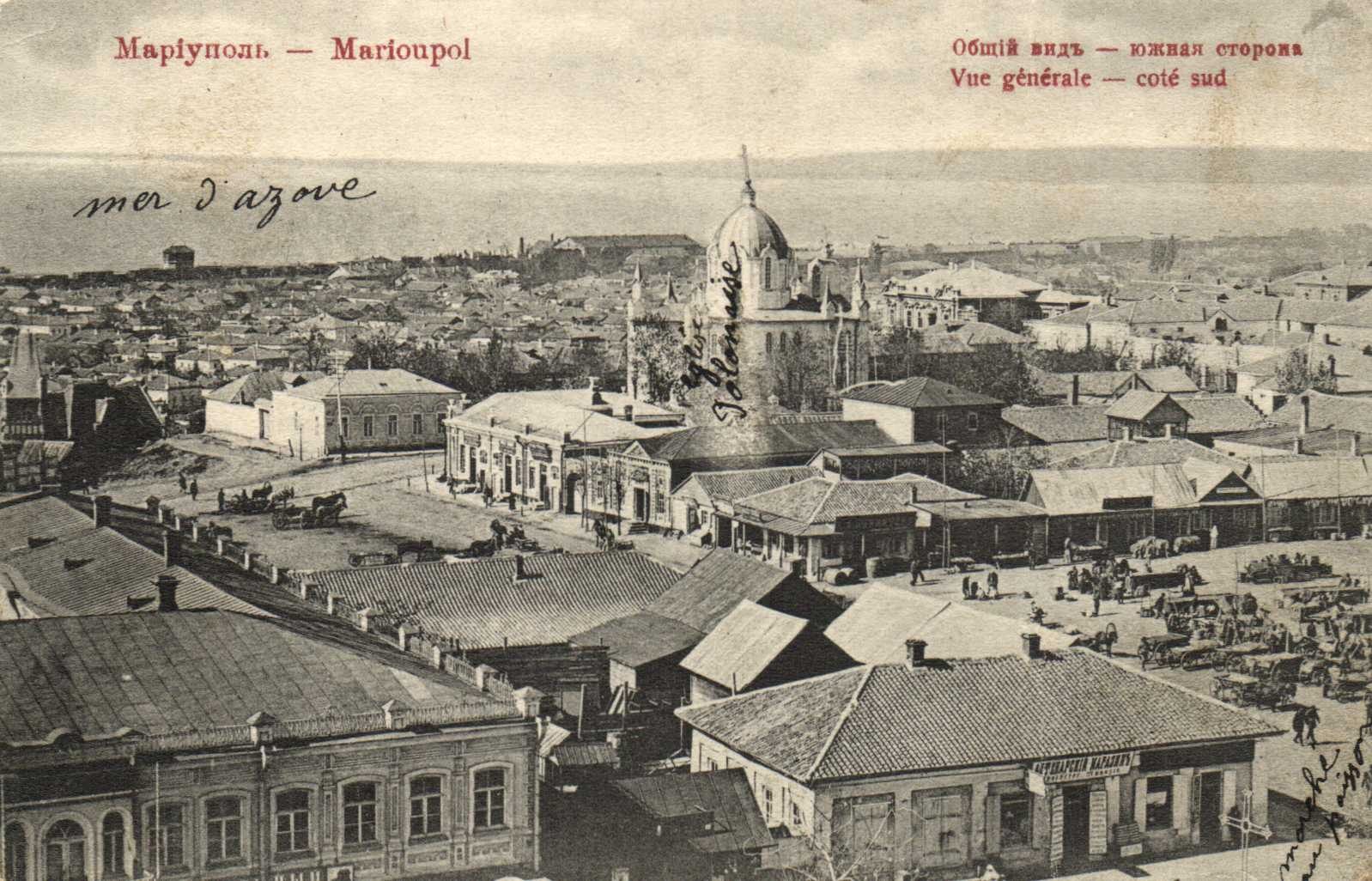